# 馬塔姆
馬塔姆是塞內加爾東北部的城市，也是馬塔姆區的首府，位於塞內加爾河畔，處於聖路易以東410公里，海拔高度17米，居民主要從事農業和畜牧業，種植的農作物包括水稻、玉米、高粱、西紅柿、洋蔥、秋葵等，2007年人口17,324。

## 友好城市
- 法國 菲尔米尼

## 外部連結
- MSM Map

15°37′N 13°20′W / 15.617°N 13.333°W